# Dactylolabis (Dactylolabis) denticulata
Dactylolabis (Dactylolabis) denticulata is een tweevleugelige uit de familie steltmuggen (Limoniidae). De soort komt voor in het Palearctisch gebied.